# 清水けんじ
清水 けんじ（しみず けんじ、1975年7月16日 - ）は、日本のお笑いタレント、喜劇俳優である。吉本新喜劇のリーダー。
京都府京都市伏見区出身。血液型はB型。大阪NSC15期生(1995年)。吉本興業（吉本新喜劇）所属。愛称はしみけん。

## 来歴
1998年9月、光岡均と漫才コンビフロントストーリーを結成。「清水健次」名義で活動する。
2007年のフロントストーリー解散以降は「清水けんじ」の名で活動。その後新喜劇に強い憧れを持ち始める。
2008年9月、吉本新喜劇が主催した「第4個目金の卵オーディション」に合格し、吉本新喜劇に加入。
2013年、当時の新喜劇座長の一人小籔千豊のアドバイスもあり、新喜劇を盛り上げようと「しみけん、すっちーの座長に・・なりたいんや!!」なる企画を開始。その後2014年6月にすっちーのみが新座長に就任したことから、同年8月7日には「しみけんの座長に・・なりたいんや!! 『すっちー1人ずるない？』『お先ですー。ケッケッケッ』」と名を変えたライブが行われることとなった。
2019年3月、次期座長候補である、リーダーに指名された。

## 人物・芸風
- 基本的にはツッコミ専門でボケに対して鋭い反応を見せる。
- 内場勝則座長公演や川畑泰史座長公演では借金取りやヤクザなど悪役として登場することも多い一方、すっちー座長公演では舞台回しとしてストーリーの進行役を務めつつ、彼が扮するすち子に振り回されることが多い[3]。清水曰く、新喜劇の魅力は「コケ」であり、ギャグが滑った（失敗した、受けなかった）時でも「全員が一斉にコケてくれたら面白く見えるので不思議です」とのことである[3]。
- 本人曰く「地味」[3]。また、冒険ができないタイプでもあり、「そつなくという感じ」であるとのこと[4]。
- 麒麟・田村裕の実兄とコンビを組んでいたことがある[5]。
- 趣味はバス・フィッシング、ツーリング。
- 料理が特技で、自身のInstagramでよく満面の笑顔と共に朝食の写真を投稿したり、1日のルーティンとして、よく料理をする場面もある。その料理は正しくプロ並みである。
- 共演者とじゃれ合いになる時、二回ほど互いに突き合った後で最後に連続ビンタを繰り出す。
- すっちーとの共演時には、薄くて特徴に乏しい顔立ちを「シケメン」とイジられるのがお約束となっている。「シッケシケで洗濯物が乾かない」などと言いがかりを付けられ、「天才バカボン」の替え歌で「シーケ、メン、メン」と唄われる。同様に小籔千豊からは「（特徴がない）顔だけ見たら（行事の無い）6月」と例えられている。また、内場勝則と烏川耕一からは一度だけだが「冷奴（何も乗っていない）」「のっぺらぼう」と言われた。酒井藍や千葉公平からはえなりかずきと例えられた。
- 2018年より「おしみばあさん」と言う新キャラで多く登場。辻本茂雄の公演でも、登場を果たしている。
- 潔癖症でマクドナルドを食べる際は手袋などを着用して食べる。

## 出演番組

### テレビ
- よしもと新喜劇（毎日放送）
- うまンchu（関西テレビ）- 準レギュラー

### CM
- シマダオート（2018年4月 - 2019年6月）